# Saló Internacional del Còmic de Barcelona de 2011
El 29è Saló Internacional de Còmic de Barcelona es va celebrar del dijous 14 al diumenge 17 d'abril de 2011 al Palau 8 de la Fira de Barcelona.
La inauguració va tenir lloc el dijous al migdia, amb l'assistènica de Ferran Mascarell, Conseller de Cultura de la Generalitat de Catalunya, Jordi Martí, Delegat de Cultura de l'Ajuntament de Barcelona, Mónica Fernández, Subdirectora General de Promoció del Llibre, la Lectura y les Lletres Espanyoles del Ministeri de Cultura, Hidehiro Tsubaki, Cònsul General del Japó a Barcelona, Xavier Mallafré, President de Ficomic, i Carles Santamaria, director del Saló del Còmic.
El gran protagonista de l'edició foren els zombis, que comptaren amb una exposició pròpia anomenada "Zombis. Ni morts ni enterrats", comissariada por Àngel Sala, director del Festival Internacional de Cinema Fantàstic de Catalunya. Fou la primera col·laboració entre el Saló i el Festival de Sitges.
El Saló va comptar amb un pressupost general de 650.000 euros.

## Cartell
L'encarregat de realitzar el cartell promocional del Saló fou el dibuixant Rubén Pellejero, que en l'anterior edició havia sigut recompensat amb el Gran Premi del Saló. Segons Pellejero, «no volia dibuixar molts personatges de còmic, com sol ser típic, i en comptes d'això vaig pensar en un mar de vinyetes».

## Jurat
El jurat de l'edició de 2011 va estar integrat pels següents membres:
- Miguel Gallardo
- Alberto García
- Jordi Ojeda
- Rubén Pellejero
- Ferran Velasco (llibreter d'Universal Comics)
- Carles Santamaria (en funció de Secretari)

## Palmarès
Paco Roca obtingué un doble reconeixement, com a dibuixant i com a guionista, en ser guardonat amb el premi a la Millor obra i al Millor guió, cada un d'ells dotat amb 3.000 EUR.

### Gran Premi del Saló
- Jordi Longarón

### Millor obra
| Títol                                | Autor                                | Editorial |
| ------------------------------------ | ------------------------------------ | --------- |
| El invierno del dibujante            | Paco Roca                            | Astiberri |
| Blacksad 4. El infierno, el silencio | Juan Díaz Canales Juanjo Guarnido    | Norma     |
| Ken Games 3: Ciseaux                 | José Manuel Robledo Marcial Toledano | Diábolo   |
| Autobiografía no autorizada 3        | Nacho Casanova                       | Diábolo   |

### Millor obra estrangera
| Títol                 | Títol original   | Autor                         | Editorial              | País         |
| Los muertos vivientes | The Walking Dead | Robert Kirkman Charlie Adlard | Planeta DeAgostini     | Estats Units |
| Asterios Polyp        | Asterios Polyp   | David Mazzucchelli            | Sins Entido            | Estats Units |
| En mis ojos           | Dans mes yeux    | Bastien Vivès                 | Diábolo                | França       |
| Wilson                | Wilson           | Daniel Clowes                 | Random House Mondadori | Estats Units |
| Wilson                | Wilson           | Daniel Clowes                 | La Cúpula              | Estats Units |

### Premi Josep Toutain a l'Autor revelació
| Autor                 | Títol                 | Editorial |
| --------------------- | --------------------- | --------- |
| David Sánchez         | Tú me has matado      | Astiberri |
| Ximo Abadía           | Cartulinas de colores | Diábolo   |
| Ximo Abadía           | Clonk                 | Diábolo   |
| Jesús Alonso Iglesias | Silhouette            | Dolmen    |
| Martín Tognola        | Barcelona low cost    | Glénat    |

### Millor fanzine
| Títol          |
| -------------- |
| El Naufraguito |
| Adobo          |
| Andergraün     |
| Zocalo         |

### Millor guió
| Títol                                | Autor               | Editorial   |
| ------------------------------------ | ------------------- | ----------- |
| El invierno del dibujante            | Paco Roca           | Astiberri   |
| Blacksad 4. El infierno, el silencio | Juan Díaz Canales   | Norma       |
| Ken Games 3: Ciseaux                 | José Manuel Robledo | Diábolo     |
| Duelo de caracoles                   | Pere Joan           | Sins Entido |

### Millor dibuix
| Títol                                | Autor            | Editorial |
| ------------------------------------ | ---------------- | --------- |
| Blacksad 4. El infierno, el silencio | Juanjo Guarnido  | Norma     |
| El invierno del dibujante            | Paco Roca        | Astiberri |
| Ken Games 3: Ciseaux                 | Marcial Toledano | Diábolo   |
| Jazz Maynard 4. Sin esperanza        | Roger Ibáñez     | Diábolo   |

### Millor revista de/o sobre còmic
| Títol           | Editorial |
| --------------- | --------- |
| Dolmen          | Dolmen    |
| Cthulhu         | Diábolo   |
| Retranca        | Retranca  |
| Usted está aquí | Dibbuks   |

### Millor llibreria especialitzada
| Llibreria     | Ciutat |
| ------------- | ------ |
| Madrid Cómics | Madrid |
|               |        |
|               |        |
|               |        |
|               |        |

### Millor divulgació
| Llista de nominats |
| ------------------ |
| Santiago García    |
| Borja Crespo       |
| Pedro Porcel       |
| Yexus              |

### Premi del Públic
| Categoria                            | Títol                         | Autor              | Editorial          | Ref.  |
| ------------------------------------ | ----------------------------- | ------------------ | ------------------ | ----- |
| Millor obra                          | Miguel, 15 años en la calle   | Miquel Fuster      | Glénat             | [ 3 ] |
| Millor obra estrangera               | Asterios Polyp                | David Mazzucchelli | Sins Entido        | [ 3 ] |
| Autor revelació                      |                               | Josema Carrasco    |                    | [ 3 ] |
| Millor guió                          | Aventura bajo el Pirineo      | Dani Garcia-Nieto  | Editorial Cornoque | [ 3 ] |
| Millor dibuix                        | Autobiografía no autorizada 3 | Nacho Casanova     | Diábolo Ediciones  | [ 3 ] |
| Millor revista                       | Malavida                      | Diversos           |                    | [ 3 ] |
| Millor fanzine                       | Epilepsia                     | Diversos           |                    | [ 3 ] |
| Millor divulgació                    | -                             | Juan Royo          |                    | [ 3 ] |
| Millor pel·lícula basada en un còmic | El Gran Vázquez               | Óscar Aibar        |                    | [ 3 ] |